# Carolina López Fernández
Carolina López Fernández (Tineo, 1985) es una arquitecta técnica española, aspirante a la presidencia del Principado de Asturias por Vox.

## Biografía
Nació en Tineo (Asturias), hija de empresarios hosteleros y nieta de ganaderos. Vivió en la parroquia de Ponses, concejo de Tineo. Estudió un grado superior de Delineación en el Instituto Doctor Fleming de Oviedo. Es arquitecta técnica por la Escuela Politécnica Superior de Zamora de la Universidad de Salamanca (promoción de 2012), y tiene el postgrado ‘Real Estate Risk certificate - Real state analyst’ por el European Institute of Real Estate Analysis (Eirea).

## Trayectoria política
Milita en Vox. Fue la cabeza de lista de Vox a la alcaldía de Tineo en las elecciones municipales de mayo 2019, saliendo elegida concejala y portavoz de su partido.
El 19 de enero de 2023 es elegida por la directiva de Vox como cabeza de lista de la formación en las elecciones a la Junta General del Principado de Asturias de mayo de 2023. En dichas elecciones Vox consigue 4 escaños, el doble que en 2019, y López pasa ser diputada y portavoz de su Grupo Parlamentario en la XII Legislatura de la Junta General.
El 27 de mayo de 2025, relevó a José María Figaredo en la presidencia de Vox Asturias.